# 베테랑 3
베테랑 3는 제작 예정인 대한민국의 영화이다. 3편 연출도 류승완 감독이 맡는다.

## 개봉 전 정보
- 2편에서는 엔딩 크레딧 이후로 쿠키영상에서 아나운서의 목소리는 박선우(정해인)가 무기징역을 선고받아 교도소로 이동하는 중에 탈주했다.

## 등장인물

### 주연
- 황정민 : 서도철 역 - 서울경찰청 강력범죄수사대 베테랑 형사
- 정해인 : 박선우 역 - 교도소에 이동하는 중에 탈옥하는 서울경찰청 강력범죄수사대 막내 형사
- ??? : ??? 역 - 3편의 메인 빌런이자 최종 보스

### 조연
- 오달수 : 오 팀장 역 - 서울경찰청 강력범죄수사대 반장
- 장윤주 : 봉 형사 역 - 서울경찰청 강력범죄수사대 형사
- 오대환 : 왕 형사 역 - 서울경찰청 강력범죄수사대 형사
- 김시후 : 윤 형사 역 - 서울경찰청 강력범죄수사대 막내 형사
- 신승환 : 박승환 역 - 1편의 조력자 → 2편의 개그 캐릭터이자 서브 빌런 → 3편의 조력자
- ??? : ??? 역 - 3편의 서브 빌런이자 중간 보스
- 진경 : 이주연 역
- 변홍준 : 서우진 역

## 참고 사항
- 서도철과 싸움에서 최종보스를 비롯한 조태오, 박선우를 포함한 3편의 새로운 메인 빌런이자 최종 보스한테 또 맞는 장면이 나온다.
- 서도철 역을 맡았던 황정민은 3편의 최종 보스와 최종 결전이 끝난 명대사 중에 3편에서는 "그 새X 싸움 X나 잘해"라는 단어가 나온다.

## 빌런 정보
| 메인 빌런 | 메인 빌런      | 메인 빌런 |
| 베테랑    | 베테랑2        | 베테랑3   |
| --------- | -------------- | --------- |
| 조태오    | 해치(스포일러) | ???       |

| 서브 빌런      | 서브 빌런                         | 서브 빌런 |
| 베테랑         | 베테랑2                           | 베테랑3   |
| -------------- | --------------------------------- | --------- |
| 최대웅, 전석우 | 민강훈, 신치훈, 박승환, 가짜 해치 | ???       |